# Mesoleius robustus
Mesoleius robustus là một loài tò vò trong họ Ichneumonidae.